# Sopa de arroz

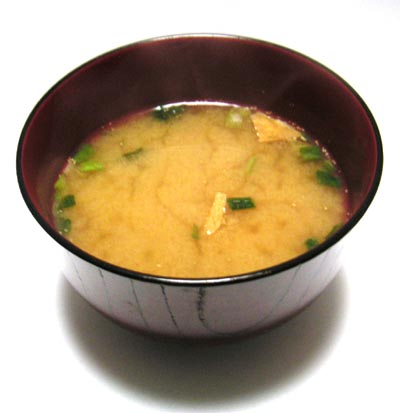
Sopa de arroz.

La Sopa de arroz es una variedad de sopa muy tradicional en varias geografías, hecha a partir del arroz, y combinada por lo común con hogao, tajadas delgaditas de papa frita, tajadas de plátano maduro, aguacate, tomate y carne en polvo. Es uno de los platos tradicionales en la República Dominicana, donde se le da el nombre común de "asopao".